# Carex leptalea
Carex leptalea är en halvgräsart som beskrevs av Göran Wahlenberg. Carex leptalea ingår i släktet starrar, och familjen halvgräs.

## Underarter
Arten delas in i följande underarter:
- C. l. harperi
- C. l. leptalea
- C. l. pacifica

## Bildgalleri

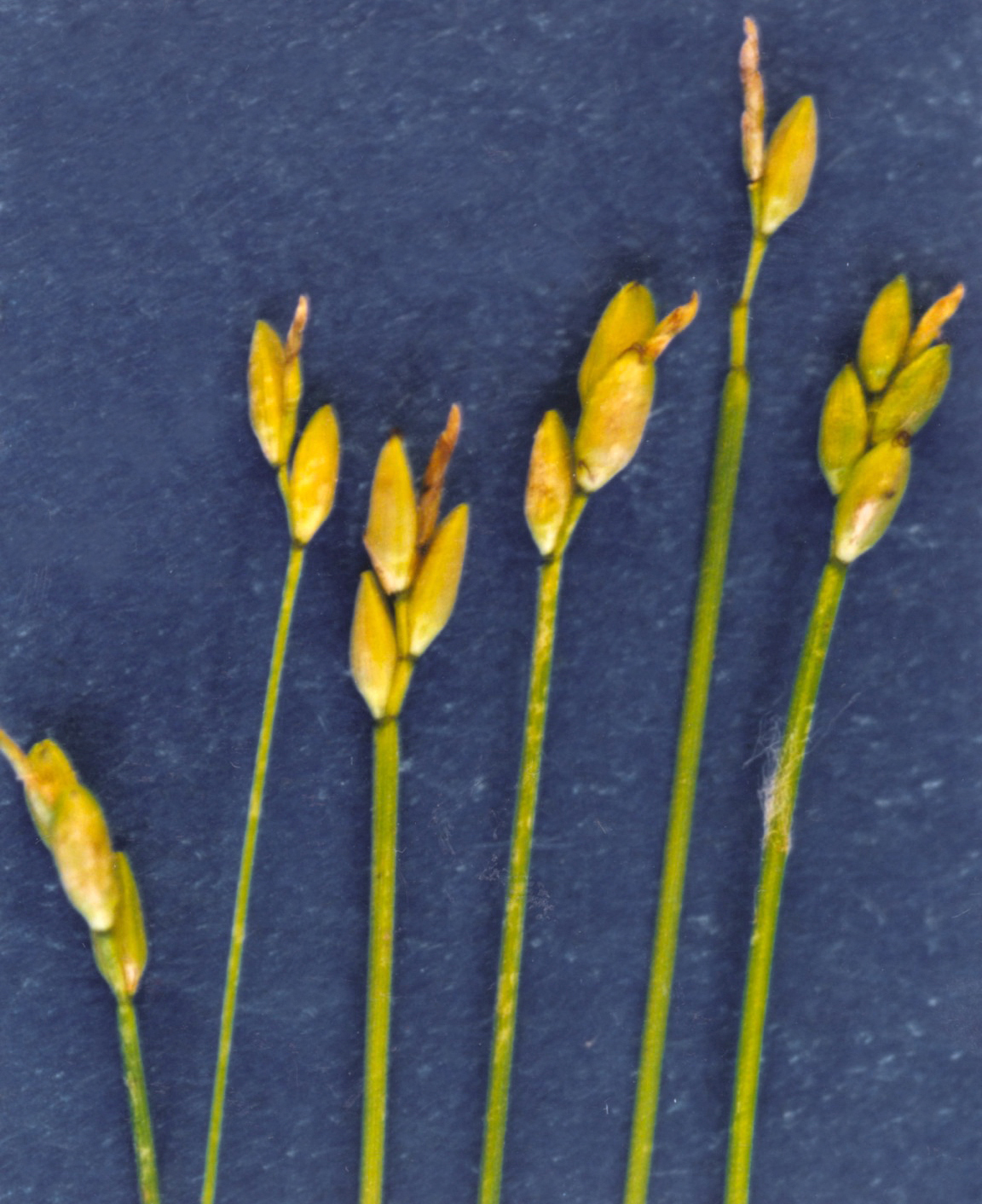
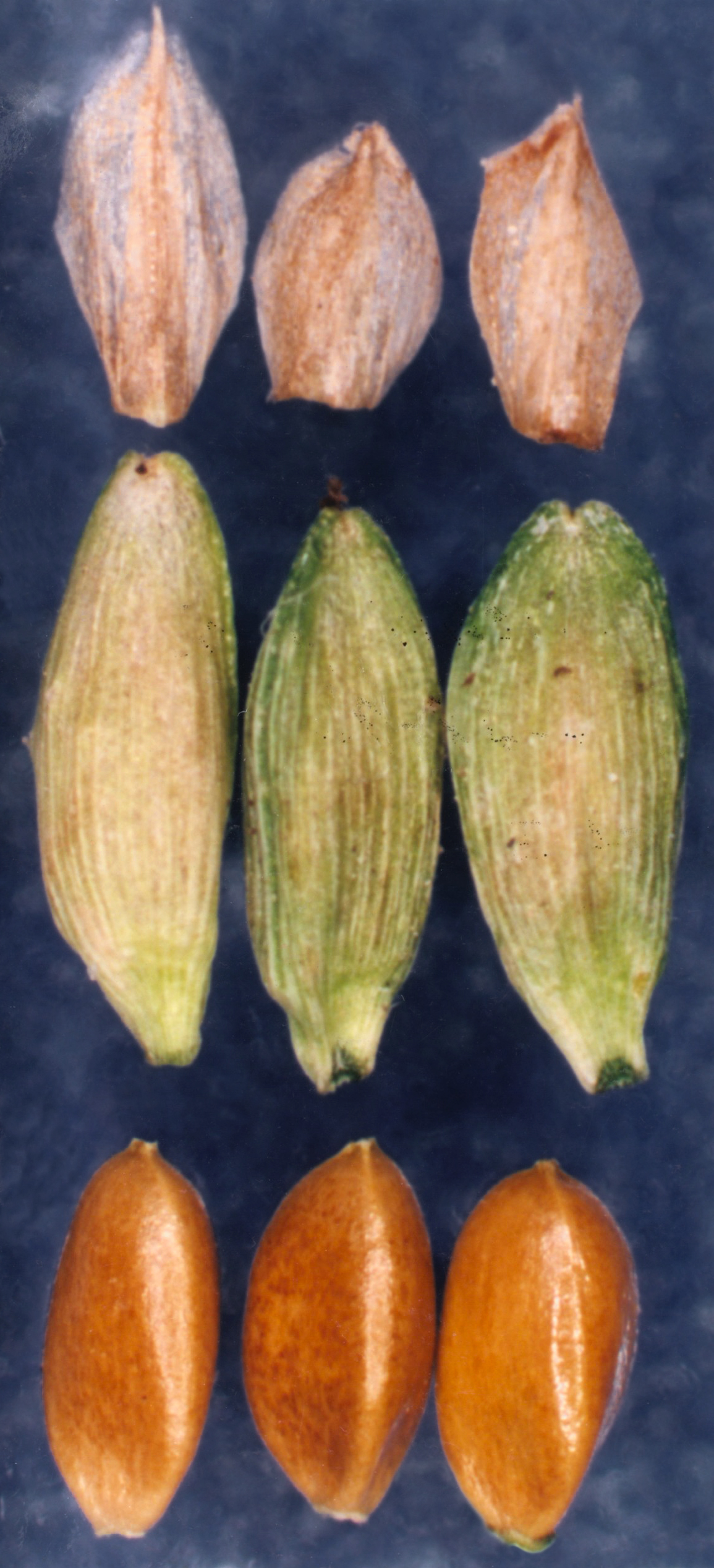